# Los Pakines (álbum)
Los Pakines es el álbum debut de la agrupación musical Los Pakines, en él se muestran canciones instrumentales y algunas coreadas. Fue editado originalmente en 1972 por la compañía discográfica Infopesa. El álbum se convirtió rápidamente en un éxito debido a hits como "Caramelo de Menta", "Ramo de Rosas", "Necesito de tu Amor", "Amor de Fantasía", "Campo de Fresas",etc.

## Lista de canciones
| Lado A |                       |                           |          |  |
| N.º    | Título                | Escritor(es)              | Duración |  |
| 1.     | «Caramelo de Menta»   | José Torrez Liza          | 2:42     |  |
| 2.     | «Olas de Verano»      | José Torrez Liza          | 2:18     |  |
| 3.     | «Ramo de Rosas»       | José Torrez Liza          | 3:21     |  |
| 4.     | «La Fiestecita»       | Hugo Blanco               | 3:21     |  |
| 5.     | «Tómalo o Déjalo»     | Pedro Botti, Eduardo Boch | 3:55     |  |
| 6.     | «Necesito De Tu Amor» | José Torrez Liza          | 2:50     |  |
| 18:27  |                       |                           |          |  |

| Lado B |                      |                          |          |  |
| N.º    | Título               | Escritor(es)             | Duración |  |
| 7.     | «San Luis»           | José Torrez Liza         | 3:25     |  |
| 8.     | «Amor de Fantasía»   | José Torrez Liza         | 2:29     |  |
| 9.     | «Solitario "Alone"»  | Morty Craft, Selma Craft | 2:51     |  |
| 10.    | «Campo de Fresas»    | José Torrez Liza         | 3:11     |  |
| 11.    | «Fue una Mentira»    | José Torrez Liza         | 3:29     |  |
| 12.    | «Una Dulce Aventura» | José Torrez Liza         | 2:20     |  |
| 17:45  |                      |                          |          |  |

## Créditos
Los Pakines
- José Torrez Liza: Primera Guitarra
- Alejandro Torres Liza: Timbales
- Wilberto Mena: Segunda Guitarra
- Oscar Bellido: Bajo